# Gregorio Godoy
Gregorio Godoy Muller (Assunção, 20 de setembro de 1985) é um jogador de vôlei de praia paraguaio.

## Carreira
No ano de 2002, foi atleta do clube Club Deportivo Alemán e disputou a liga paraguaia de voleibol de quadra (indoor), atuava na posição de ponteiro e representou a seleção na edição do Campeonato Sul-Americano Sub-21 em Poços de Caldas.Em 2006, competia no vôlei de praia ao lado de Virginio González e foram semifinalistas na Copa Simba realizada em San Bernardino.
No vôlei de quadra, representou ainda em 2006 a seleção paraguaia na edição dos Jogos Universitários Sul-Americanos sediada em Curitiba, nesta temporada esteve vinculado ao clube Universidad Autónoma de Asunción (UAA). Em 2007, também representou a seleção na edição do Campeonato Sul-Americano em Santiago
No ano de 2008, formou dupla com Gino Lombardo para disputar a quarta edição do Campeonato Mundial Universitário de Voleibol de Praia em Hamburgo.Na primeira edição dos Jogos Sul-Americanos de Praia de 2009 sediados em Montevidéu e Punta del Este competiu ao lado de Mauricio Brizuela, com quem esteve na etapa de Montevidéu do circuito sul-americano de 2009 e foram campeões do torneio em Paysandú.No ano seguinte disputaram o circuito sul-americano, terminaram na sétima posição na etapa de Chorrillos, em nono em Mar del Plata, décima primeira posição na etapa de General Villamile a IX edição dos Jogos Sul-Americanos de 2010 em Medellín e finalizaram na sexta posição, além da Continental Cup de 2010 em Montevidéu.
No circuito sul-americano de 2011, esteve com Mauricio Brizuela na etapa de Chorrillos, também na etapa de Viña del Mar obtendo o quinto lugar, disputaram a etapa de Assunção, e no Circuito de Inverno do Paraguai disputaram a segunda etapa em Luque e disputaram a segunda edição dos Jogos Sul-Americanos de Praia de 2011 em Manta.
Na temporada de 2012, do circuito sul-americano, esteve com Luis Riveros na etapa de Viña del Mar, disputaram a I edição dos Jogos Bolivarianos de Praia de 2012 em Lima, depois, retoma a dupla com Mauricio Brizuela na etapa de Chorrillos e com Luis Riveros disputou a etapa de Assunção, Montevidéu, depois, competiu ao lado de Richard Sanabria na etapa de Santa Fé (Argentina) quando terminaram na quinta posição
Em 2013, no vôlei de quadra disputou o qualificatório Pré-Mundial em Medellíne terminou na quarta posição.Na temporada do circuito sul-americano de 2013, esteve novamente com Gino Lombardo na etapa de Assunção e terminaram em quinto
Em 2014, disputou o circuito paraguaio ao lado de Miguel Ortigoz e foram vice-campeões na etapa Luque,, na segunda etapa jogou com Roger Battilana e juntos competiram no circuito sul-americano de vôlei de praia, e terminaram em nono na etapa de Macaé, conquistaram juntos o título da terceira etapa do Circuito Misionero de 2014 realizado em Saltos del Tabay na Argentina, além de disputarem a etapa de Miramar da Continental Cup ao lado de Jorge Gaonae também com José Gaona
No vôlei de praia em 2015, com Luis Riveros disputaram segunda etapa em Luque pelo circuito nacional, na Continental Cup em Esmeraldas competiu com Sergio Rojas e terminaram em terceiro lugar e com Luis Riveros disputou o Finals CSV 2014-15 realizado em Carrizal.
Em 2016, com Luis Riveros foram terceiros colocados na etapa de Assunção válida pelo circuito nacional de 2016. Com Roger Battilana disputou o Circuito Sul-Americano de 2016, terminando na décima terceira posição na primeira etapa em Morón, as nonas posições em outra etapa em Vicente López e em Assunção, no Finals CSV 2015-16 em Rioja terminaram na quinta posição.
Em 2017,disputou a final do torneiro Rei da Praia do circuito nacional e no circuito sul-americano esteve com Roger Battilana, quando finalizaram em quinto em Coquimbo, nono lugar em Lima, sétimo no Grand Slam em Rosário (Argentina) e quinto lugar no Finals CSV 2016-17 em Maringá. Estrearam no Circuito Mundial, no torneio uma estrela de Agadir e finalizaram na nona colocação e disputaram o Mundial de Viena 2017 e terminara na trigésima sétima posição.
Na temporada de 2018, esteve com Emilio Caner na terceira etapa nacional em Assunção , disputou com Luis Riveros o Finals CSV 2017-18 em Resistência (Chaco) e terminaram em sétimo lugar, depois, com Gabriel González terminou em quarto lugar no circuito paraguaio de 2018